# 下岡忠治

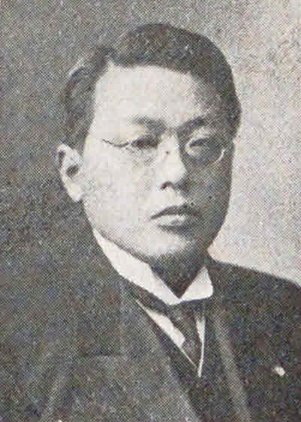
下岡忠治

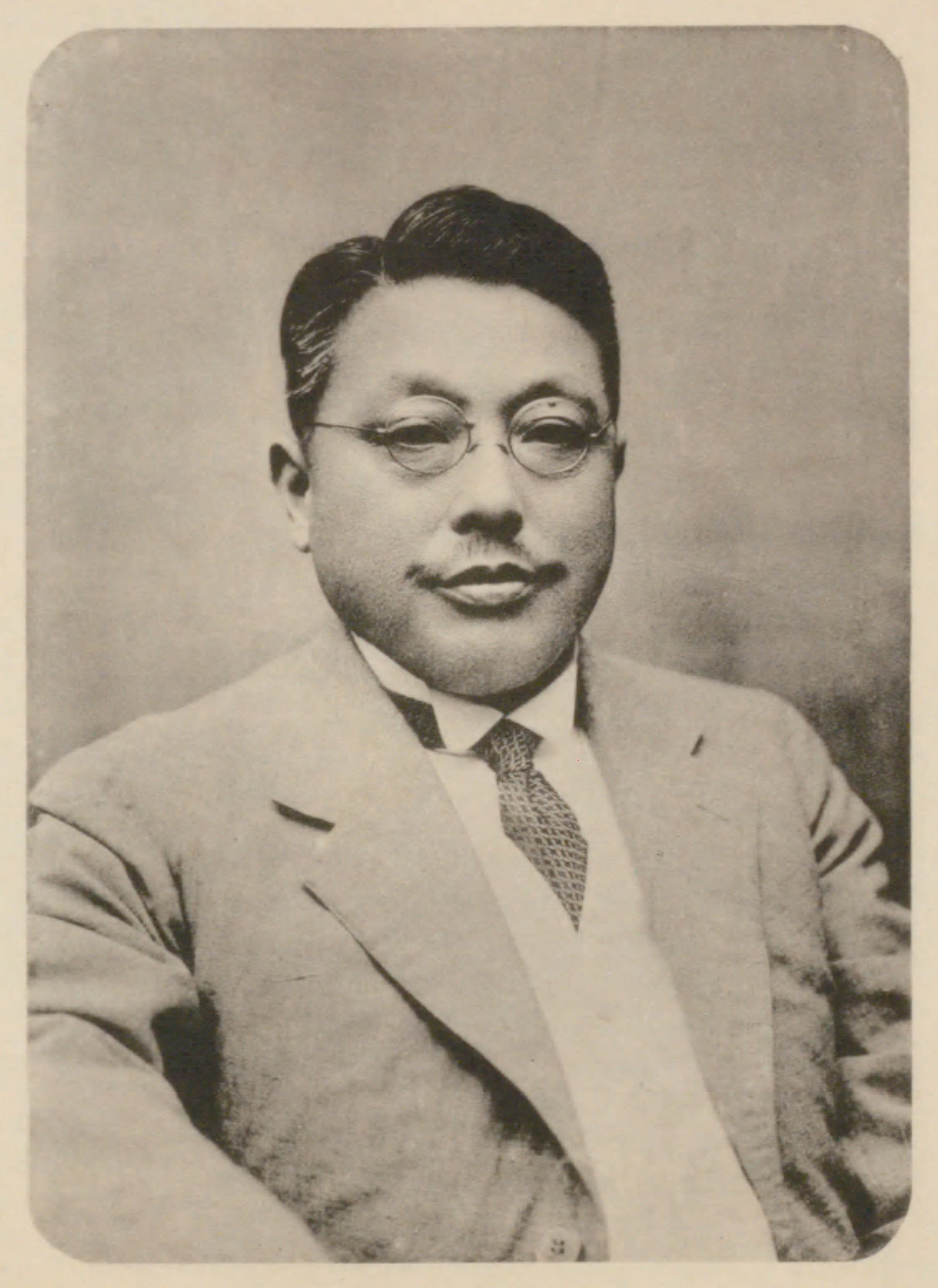
下岡忠治

下岡 忠治（しもおか ちゅうじ、1870年10月26日（明治3年10月2日） - 1925年（大正14年）11月22日）は、日本の内務・農商務官僚、政治家。衆議院議員、朝鮮総督府政務総監。号・三峰。

## 経歴
庄屋・酒造業、下岡直一の二男として摂津国川辺郡広根村（現：兵庫県川辺郡猪名川町）で生まれる。一時東京に転居し、麹町小学校を卒業。その後は、府立大阪中学校、泊園書院、第三高等中学校を経て、1895年7月、帝国大学法科大学政治学科を卒業。第三高等中学校、帝国大学時代を通じての同級生に浜口雄幸と幣原喜重郎がいる。大学卒業後内務属となり内務省大臣官房文書課勤務となる。同年11月、文官高等試験に首席で合格。
1896年1月、熊本県参事官に就任し、京都府参事官、茨城県書記官、法制局参事官、兼法制局書記官などを歴任。1906年11月、秋田県知事となる。1908年10月、大浦兼武に見出され農商務省農務局長に転じ、農商務次官、枢密院書記官長、内務次官を歴任した。
1915年3月、兵庫県郡部区から第12回衆議院議員総選挙に出馬し当選。以後、1924年5月の第15回総選挙まで連続4回当選した。公友倶楽部、公正会に所属。第2次大隈内閣では、1915年7月から8月まで内務参政官に就任。その後、憲政会総務も務めた。
1924年7月、朝鮮総督府政務総監に就任。鉄道局長事務取扱などを兼務。1925年11月、胃癌のため現職で死去した。

## 栄典
位階
- 1896年（明治29年）3月10日 - 従七位
- 1898年（明治31年）4月16日 - 正七位[7]
- 1900年（明治33年）4月30日 - 従六位[8]
- 1902年（明治35年）5月1日 - 正六位[9]
- 1905年（明治38年）3月20日 - 従五位
- 1907年（明治40年）4月20日 - 正五位
- 1912年（明治45年）3月1日 - 従四位 [10]
- 1924年（大正13年）12月15日 - 正四位[11]
- 1925年（大正14年）11月22日 - 従三位[12]

勲章等
- 1906年（明治39年）4月1日 - 勲四等旭日小綬章
- 1910年（明治43年）12月26日 - 勲三等瑞宝章[13]
- 1911年（明治44年）8月24日 - 旭日中綬章[14]
- 1915年（大正4年）11月7日 - 勲二等旭日重光章[15]
- 1925年（大正14年）11月22日 - 勲一等旭日大綬章[12]

## 親族
- 白根竹介（妻松子の弟）
- 荒川義太郎（妻同士を通じた縁戚関係）[16]

## 伝記
- 三峰会編『三峰下岡忠治伝』三峰会、1930年。[17]